# День независимости (Азербайджан)
День независимости (азерб. Müstəqillik günü) — это день провозглашения Национальным советом Азербайджана, во главе которого был Мамед Эмин Расулзаде, независимости Азербайджанской Демократической Республики (АДР) в 1918 году. В этот день в зале дворца бывшего наместника Российского императора на Кавказе в Тифлисе была подписана Декларация независимости. Праздник отмечается с 1990 года в нынешней Азербайджанской Республике. С 2021 года согласно законопроекту «О Дне независимости» в Азербайджане 28 мая (бывший «День Республики» был переименован в «День независимости», а 18 октября (бывший «День независимости») в «День восстановления независимости».
В Декларации независимости республики, подписанном в этот день, говорилось:
1. Отныне азербайджанский народ является носителем суверенных прав, а Азербайджан, охватывающий Восточное и Южное Закавказье, — полноправным независимым государством.
2. Формой политического устройства независимого Азербайджана устанавливается Демократическая Республика.
3. Азербайджанская Демократическая Республика стремится установить добрососедские отношения со всеми членами международного общения, и в особенности с сопредельными народами и государствами.
4. Азербайджанская Демократическая Республика гарантирует в своих пределах гражданские и политические права всем гражданам без различия национальности, вероисповеданий, социального положения и пола.
5. Азербайджанская Демократическая Республика всем народностям, населяющим её территорию, предоставит широкий простор для свободного развития.
6. До созыва Учредительного собрания во главе управления всем Азербайджаном стоит Национальный Совет, избранный народным голосованием, и Временное правительство, ответственное перед Национальным собранием.

Эти пункты до сих пор лежат в основе государственного устройства Азербайджана.
| |  |
| Декларация независимости Азербайджана, подписанная 28 мая 1918 года в Тифлисе Национальным советом Азербайджана; на азербайджанском (слева) и французском (справа) |  |

Азербайджанская интеллигенция принимала активное участие в демократических преобразованиях и борьбе за гражданские права в начале XX века и добилась Первой годовщины провозглашения независимости Азербайджана 28 мая 1919 года. Так, по словам Мамед Эмина Расулзаде, опубликованным 31 мая 1919 года в берлинской газете «Истиглал» азербайджанский народ «неописуемо благожелательно» встретил праздник 28 мая. Однако, в этот же день коммунистами была проведена демонстрация рабочих, противопоставленная празднику годовщины независимости Азербайджана.16 июня 1918 года азербайджанское правительство переехало из Тифлиса в Гянджу. Из-за нахождения Баку под контролем Бакинской коммуны правительство не могло попасть в город. 12 июня 1918 года большевики начали наступление на Гянджу. Правительство страны было вынуждено обратиться за помощью к Турции. Объединенные турецко-азербайджанские войска разгромили армию большевиков. 15 сентября 1918 года турецко-азербайджанская армия вошла в Баку, после чего город был объявлен столицей АДР. 4 июня 1918 года между Турцией и Азербайджанской Демократической Республикой был заключен договор о мире и дружбе. 27 июня 1918 года азербайджанский язык был объявлен государственным языком АДР.

## Декларация независимости Азербайджана
28 мая 1918 года Национальный Совет Азербайджанской Демократической Республики объявил о создании АДР на территории Бакинской и Елизаветпольской губернии и была подписана Декларация независимости. Согласно документу Азербайджан строил дружеские отношения с соседними странами и народами. Азербайджанская Демократическая Республика обеспечивала всех равными правами невзирая на национальность, религию, класс и пол.

## Память
- В честь этого дня названа станция Бакинского метрополитена. Изначально она называлась «28 апреля», так как 28 апреля 1920 года в Азербайджане была установлена Советская власть, а АДР прекратила своё существование. После того как республика второй раз обрела независимость, название, напоминающее о советском прошлом, было заменено на «28 мая».
- На стене зала бывшего Дворца наместника на Кавказе в Тбилиси, где была провозглашена республика, установлена мемориальная доска с надписью на азербайджанском, грузинском и английском языках.
- В Баку на улице Истиглалият (Независимость) установлена стела с текстом декларации независимости (на арабице и на латинице).
- В 2008 году была выпущена почтовая марка в связи с 90-летием Республики.
- В честь этого дня названа улица в Баку.

## Галерея

Стелла в Баку с текстом декларации независимости (на арабице и на латинице)
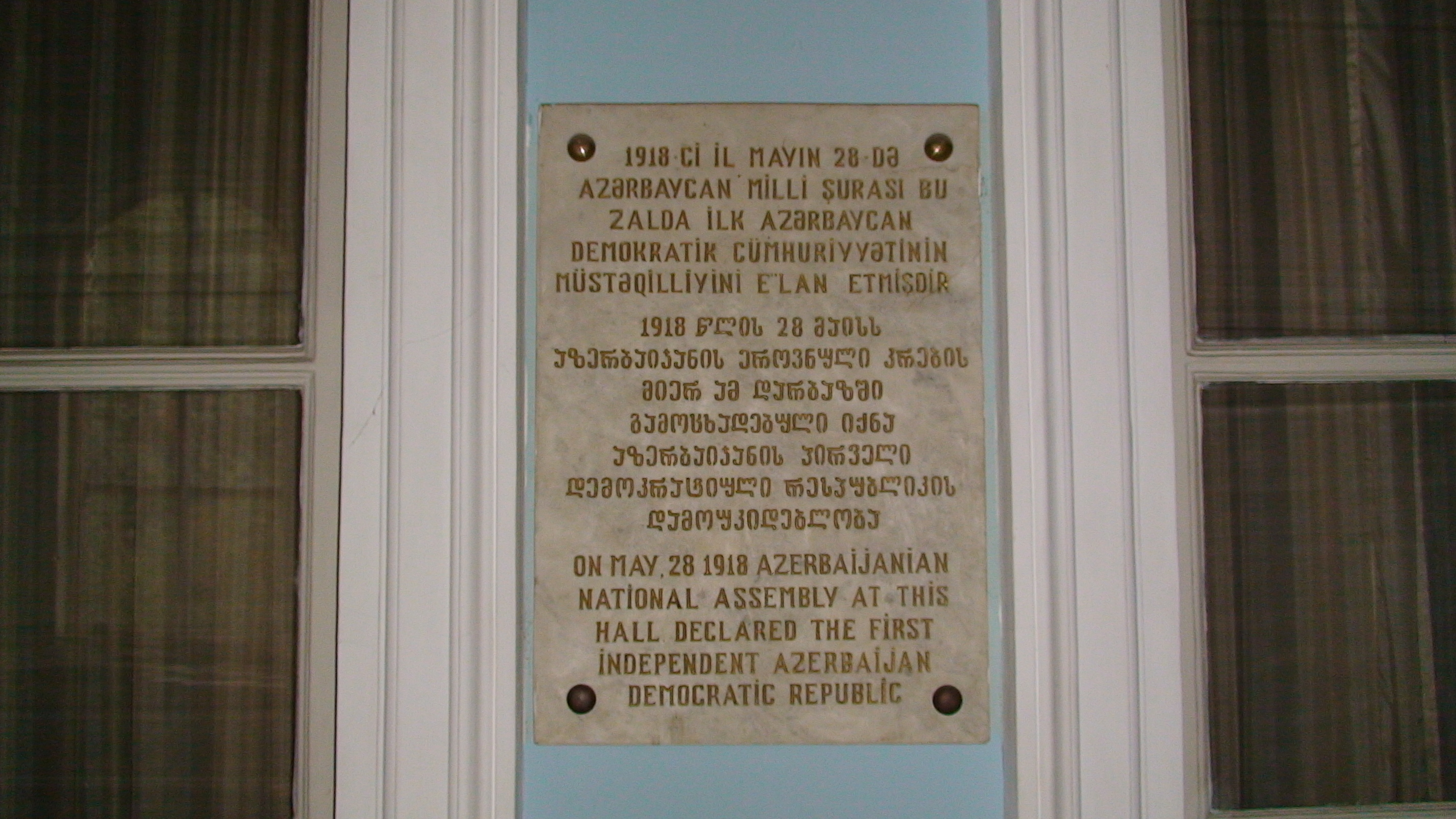
Мемориальная доска в Тбилиси в зале бывшего Дворца наместника на Кавказе, где была провозглашена независимость Республики
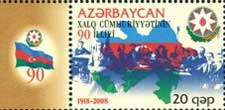
Почтовая марка Азербайджана, выпущенная в связи с 90-летием АДР